# 推土機

推土機是一種工程車輛，前方裝有大型的金屬推土刀，使用时放下推土刀，向前铲削并推送泥、沙及石塊等，推土刀位置和角度可以调整，以适应铲土、填土等工作，亦可用以清除障碍物。

## 介绍

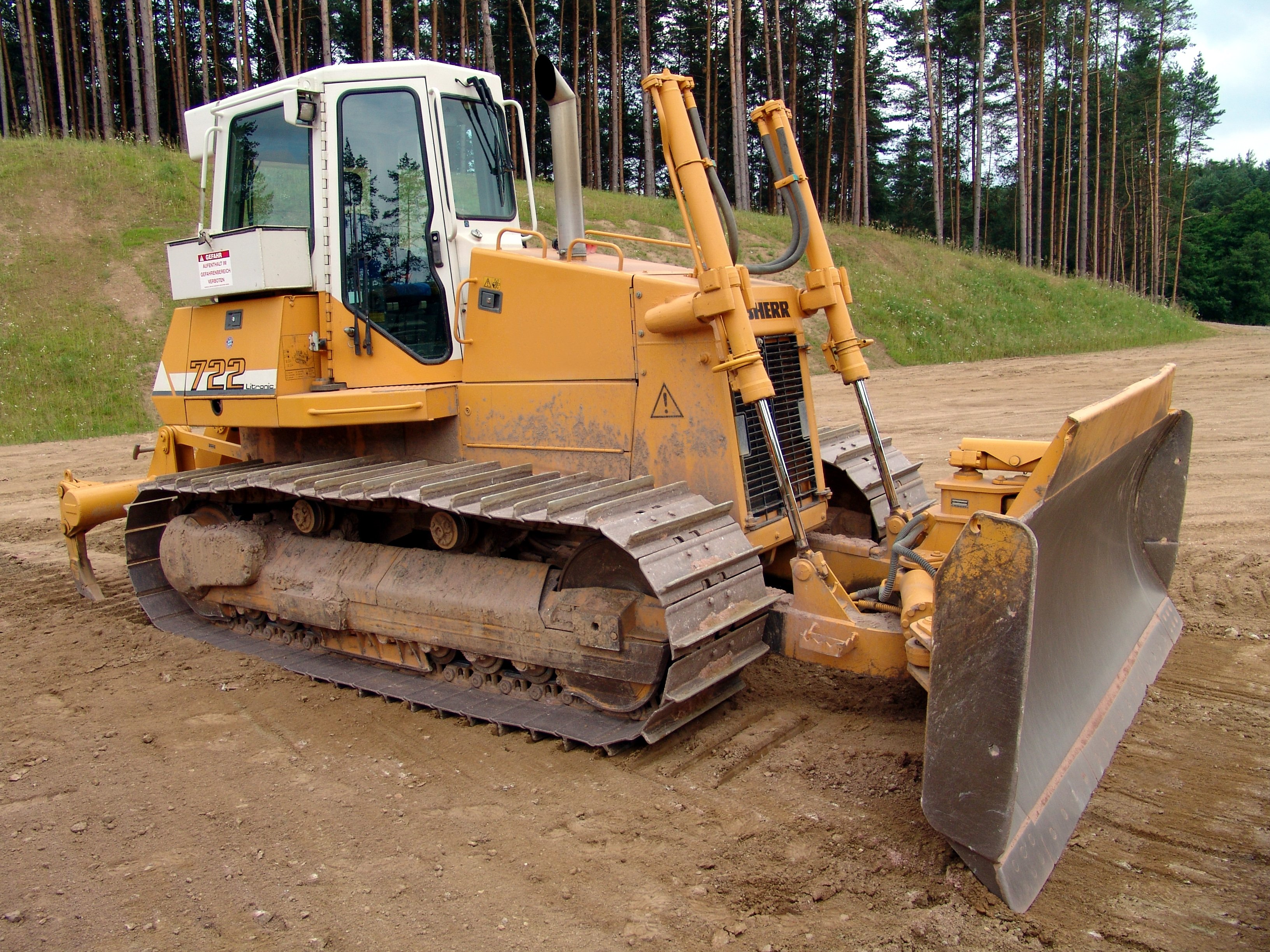
利勃海爾的基本款推土機

推土机是一种工程车辆，前方装有大型的金属推土刀，使用时放下推土刀，向前铲削并推送泥、沙及石块等，推土刀位置和角度可以调整。推土机能单独完成挖土、运土和卸土工作，具有操作灵活、转动方便、所需工作面小、行驶速度快等特点。其主要适用于一至三类土的浅挖短运，如场地清理或平整，开挖深度不大的基坑以及回填，推筑高度不大的路基等。

## 发展历史

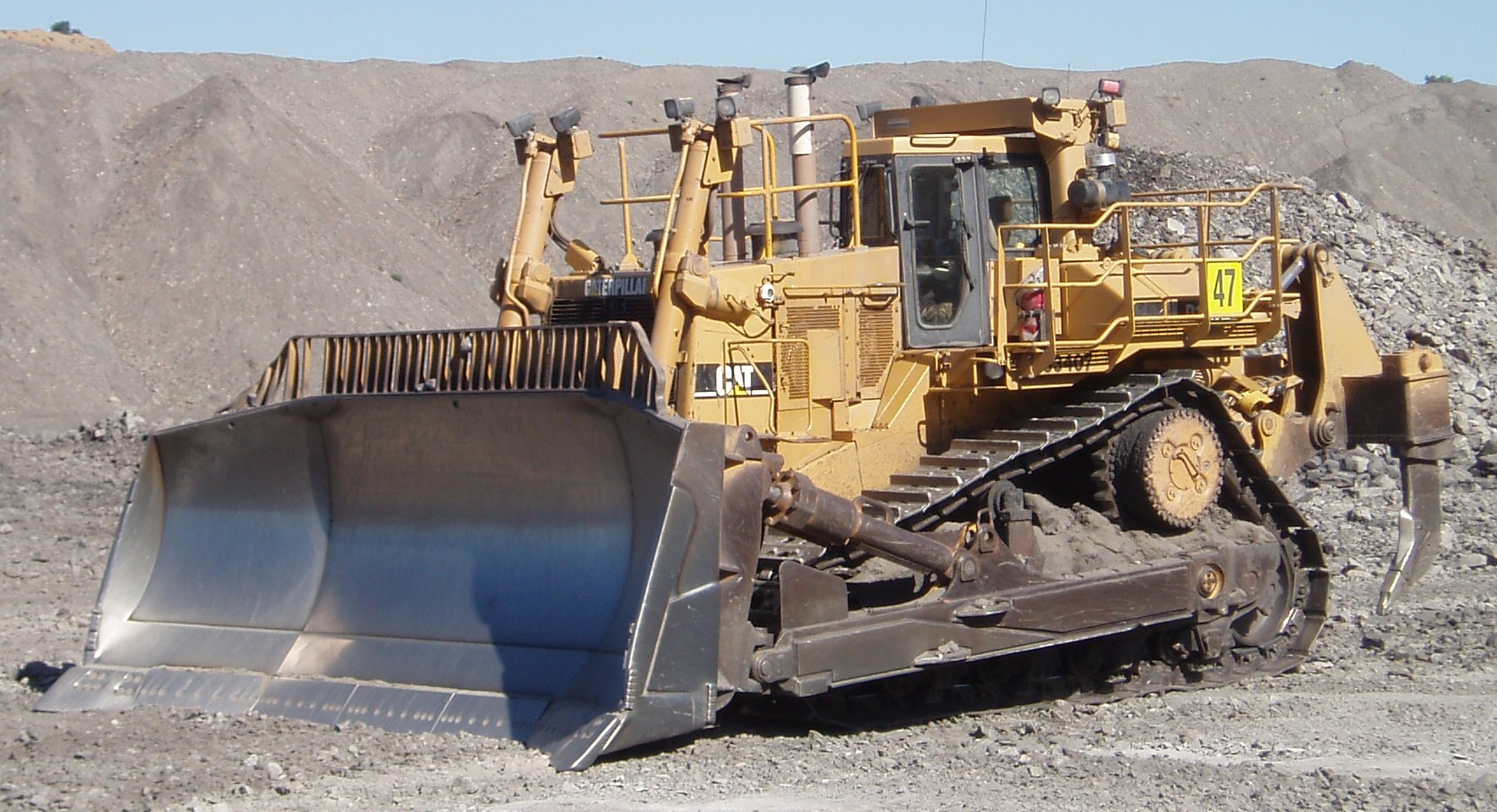
卡特彼勒D11巨型推土機

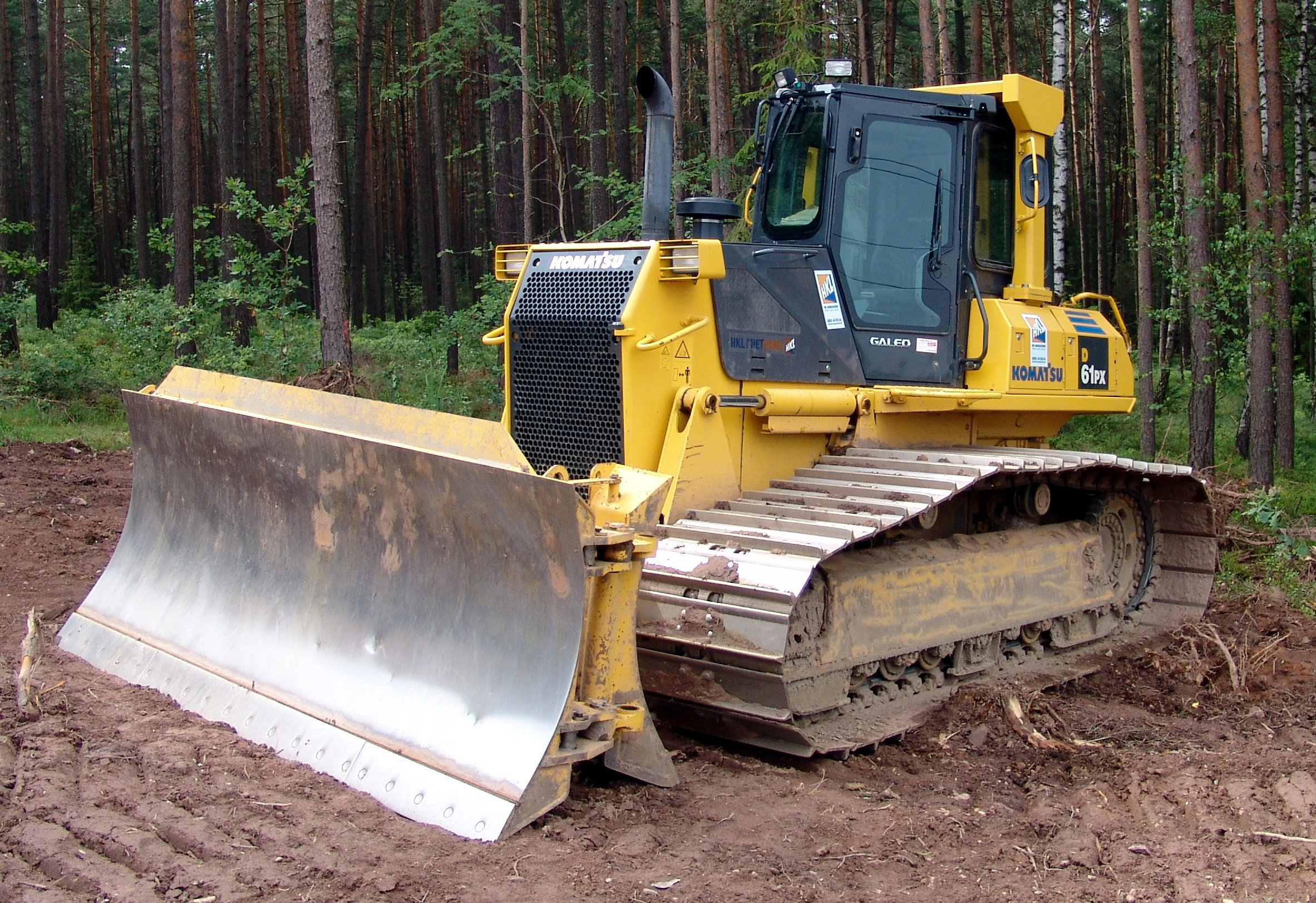
日本小松61PX

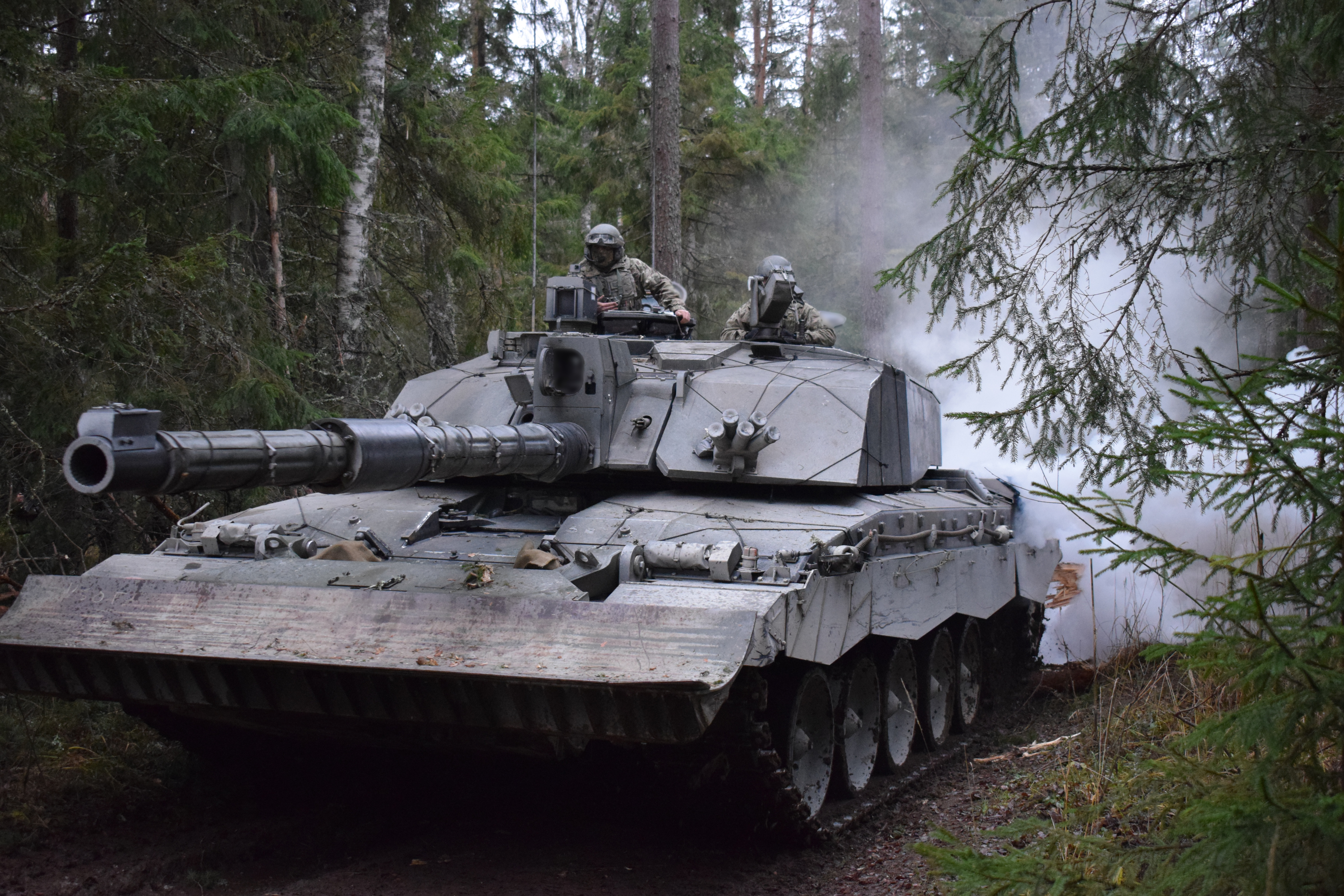
英国装有推土铲的挑战者坦克正在突破

履带式推土机（track-type tractor，也有称crawler dozer）是由美国人Benjamin Holt在1904年研制成功的，它是在履带式拖拉机前面安装人力控制提升的推土装置而形成，当时的动力是蒸汽机，之后又先后研制成功由天然气动力驱动和汽油机驱动的履带式推土机，推土铲刀也由人力提升发展为钢丝绳提升。Benjamin Holt也是美国卡特彼勒公司的创始人之一，1925年Holt制造公司和C.L,Best推土机公司合并，组成卡特彼勒推土机公司，成为世界首家推土设备制造者，并于1931年成功下线第一批采用柴油发动机的60型推土机。随着技术的不断进步，目前推土机动力已经全部采用柴油机，推土铲刀和松土器全部由液压缸提升。
推土机除履带式推土机外，还有轮胎式推土机，它的出现要比履带式推土机晚十年左右。由于履带式推土机具有较好的附着性能，能发挥更大的牵引力，因此在国内外，其产品的品种和数量远远超过轮胎式推土机。在国际上卡特彼勒公司是世界上最大的工程机械制造公司，其生产的履带式推土机有大、中、小共9个系列D3-D11，最大的D11 RCD，柴油机飞轮功率达到634kw。
日本的小松公司列第二位，1947年才开始引进生产D50履带推土机，现在履带式推土机有13个系列，从D21-D575，最小的为D21，柴油机飞轮功率为29.5kw，最大的为D575A-3SD，柴油机飞轮功率达858kw，它也是当前世界上最大的推土机；另外一家独具特色的推土机制造企业是德国的利勃海尔集团，其推土机全部采用静液压驱动，该技术历经十几年的研究与发展，1972年推出样机，1974年开始批量生产PR721-PR731和PR741静液压驱动履带推土机，由于液压元件的限制，目前其最大功率仅为295Kw，型号为PR751矿用。
上述三家推土机制造企业，代表了当今世界上履带式推土机的最高水平。国外其他几家履带推土机制造企业约翰迪尔、凯斯、纽荷兰和德瑞斯塔，其生产技术水平也较高。
中国生产推土机，是1949年才开始的。最初是在农用拖拉机上加装推土装置。随着国民经济的发展，大型矿山、水利、电站和交通等部门对中大型履带式推土机的需求不断增加，中国中大型履带式推土机制造业虽有较大发展，但已不能满足国民经济发展的需要。为此，自1979年以来，中国先后从日本小松公司和美国卡特彼勒公司引进了履带式推土机生产技术、工艺规范、技术标准及材料体系，经过消化吸收和关键技术的攻关，形成了目前以,20世纪80-90年代小松技术产品为主导的格局。
从20世纪60年代起，中国推土机行业的生产企业一直稳定在4家左右，原因是推土机产品的加工要求高、难度大，批量生产需要较大的投入，因此一般企业不敢轻易涉足。但是随着市场的发展，从“八五”开始，中国一些大中型企业根据自身实力，开始兼营推土机，如内蒙古第一机械厂、徐州装载机厂等，扩充了推土机行业队伍。与此同时，也有少数企业由于经营不善、不适应市场发展的需要开始走下坡路，有的已经退出本行业。目前中国推土机的生产企业主要有：
- 山推工程机械股份有限公司
- 河北宣化工程机械股份有限公司
- 上海彭浦机器厂有限公司
- 天津建筑机械厂
- 陕西新黄工机械有限责任公司
- 一拖工程机械有限公司。
- 潍柴雷沃工程机械